# صالح علي فدامه

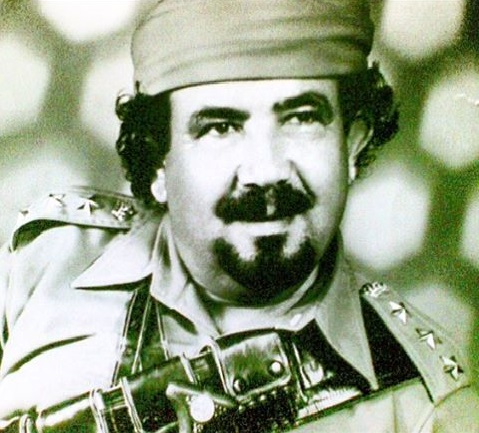
صالح علي فدامه

صالح بن علي محمد فدامه، زعيم سياسي وعسكري يمني (1909 م – 1967 م)، ولد ونشأ في قرية نعوة، مديرية جبن، والتي كانت تتبع قضاء رداع، ثم أصبحت مؤخرا تتبع محافظة الضالع.

## حياته

### رحلته إلى أوروبا
غادر منطقته في سن مبكرة متجها إلى مدينة عدن، ومنها غادر بحرا إلى فرنسا، وهنالك استقر به المقام في مدينة مارسيليا الساحلية حيث تمكن من الإقامة بها والدراسة والعمل، وحينما قامت الحرب العالمية الثانية التحق بالجيش الألماني - فيرماخت والذي ترقى في صفوفه إلى ان وصل إلى رتبة قائد في الجيش الألماني، وقد كوفئ نظير شجاعته في الجبهة الروسية بأن تم تكريمه ومنحه وسام الفارس الصليبي الحديدي في عام 1944 م، وعندما انتهت الحرب العالمية الثانية بهزيمة ألمانيا تم وضعه قيد الاعتقال في معسكر تابع أسطول الولايات المتحدة السادس في إيطاليا، وتم الإفراج عنه بعد ذلك بعد مطالبة من حكومة الامام يحيى حميد الدين، ومن ثم غادر إيطاليا متجها بعد ذلك إلى القاهرة حيث التقى هنالك بأحد أمراء الأسرة المالكة اليمنية آل حميد الدين، والذي شجعه للعودة إلى المملكة المتوكلية اليمنية، ومن مصر غادر عائدا إلى وطنه بعد سنين طويلة من الغربة في أوروبا والتي مكنته إلى جانب خبراته العسكرية ان يجيد خمس لغات، وهي: الفرنسية والألمانية والإنجليزية والايطالية والتركية.

### اللجوء السياسي في عدن
لم يكن الزعيم صالح فدامه راضيا عن التدخل المصري في القرارين السياسي والعسكري باليمن، وكان يرى ان الجمهورية الوليدة قد تم احتوائها وتوجيهها لخدمة مصالح اقليمية، فكان نتاج ذلك حالة من الارتباك والتعارض في كثير من القرارات والتي نتج عنها الكثير من الاخطاء الدامية في عموم مناطق اليمن، لذلك غادر صنعاء حينما خرج من المعتقل وتوجه إلى مديرية الشعيب والتقى هنالك بنائب المنطقة الشيخ علي ناشر السقلدي وطلب منه ابلاغ المندوب السامي البريطاني بالرغبة في طلب اللجوء السياسي في عدن، فكانت الموافقة على طلبه من حكومة بريطانيا.

### العودة إلى صفوف الملكيين
كان الإمام محمد البدر حميد الدين في ذلك الوقت وانصاره يخوضون حربا لاستعادة المملكة المتوكلية اليمنية، كما أن الامام محمد البدر حميد الدين كان يستقطب كل الشخصيات السياسية والعسكرية والقبلية التي كانت تظهر رفضها للتواجد العسكري المصري في اليمن، وكان ان تواصل الامام البدر مع الزعيم صالح فدامه وعرض عليه العودة للعمل سوية ضد التواجد المصري في اليمن خاصة وهنالك هدف مشترك حول الرغبة في إخراج المصريين وتطلعاتهم في السيطرة على اليمن، فكان ان عاد صالح فدامه للعمل مجددا مع النظام الملكي واستطاع من خلال علاقلاته المميزة برجالات اليمن وخبراته العسكرية ان يخوض حرب استمرت لعدة سنوات ضد التدخل المصري في اليمن.

### إذاعة عدن
كان الخطاب الإعلامي للملكيين متواضعا ويفتقد للاستمرارية والتغطية اللازمة الذي يجب ان يواكب سير المعارك، لذلك افتقد الملكيون إلى الاعلام أو الصوت الاعلامي الذي يدافع عن عدالة قضيتهم ويتناول سير المعارك التي يخوضونها والمظالم التي كانت تقع فيها القيادة المصرية باليمن إلى جانب تحريض الجماهير ورجالات اليمن ومشايخها للتصدي للتواجد المصري باليمن، لذلك بادر الزعيم صالح فدامة بالحصول على موافقة من محطة إذاعة عدن لتقديم برنامج خطابي اسبوعي لاقي صدى واهتمام واسع بين كافة اليمنيين، واستطاع من خلال خطاباته الحماسية والوقائع التي يستعرضها عبر خطاباته الارتجالية ان يستقطب ولاءات وتعاطف الكثير من الشخصيات الاعتبارية في اليمن ورجالات القبائل ضد التواجد المصري في اليمن.

### اغتياله
في عام 1967 م توالت الاحداث تباعا أمام صالح فدامه، حيث تم اعتقال ابنه البكر فاروق والذي كان ضابطا عسكريا وخريج الاكاديمية العسكرية من مصر وتم وضعه في سجن صنعاء، وقد حاولوا استخدامه لتهديد صالح فدامه بانه سيتم تعذيب ولده حتى الموت ان لم يكف عن الصدام مع النظام الجمهوري قبل ان يتم نقل فاروق بعد ذلك للتحقيق من صنعاء ثم نقله إلى القاهرة بأمر من المشير عبد الحكيم عامر وزير الدفاع المصري انذاك وتحت اشراف ومتابعة من الرائد جلال عمر الذيب من هيئة القضاء العسكري، وكان ان اغتيل ثاني أكبر ابناؤه طارق في منطقة نجران والذي كان ضابط مظلي وخريج الكلية العسكرية من إيران، وكان ان نجى من ابناؤه صخر الذي كان بالخدمة العكسرية في تركيا، وابنه وليد والذي كان طفلا في تلك الأحداث.
لم يكن صالح فدامه يولي العناية اللازمة في توفير الحراسة الكافية له حينما كان يتنقل من مكان إلى اخر بالرغم من كونه شخصية بارزة وشكلت تحديا كبيرا امام الجمهوريين، فكان ان تمكنت المخابرات العامة المصرية ومعاونيها في اليمن من اغتيال صالح فدامه ومعه مرافقيه في كمين نفذته في مشيخة دثينة من المحافظات الجنوبية بينما هو في طريقه من عدن إلى المناطق التي يسيطر عليها، وكان اغتياله قد حظى بجنازة رسمية برعاية حكومة بريطانيا في عدن وتناولته اخبار وقنوات الإذاعة في اليمن والسعودية ومصر وبريطانيا والولايات المتحدة، لقد وصفه معاصروه بانه كان صلبا وشجاعا، وقد عد اغتياله بأنه القشة التي قصمت ظهر الملكيين في اليمن.